# Xanthodynerus
Xanthodynerus (лат.) — род одиночных ос (Eumeninae).

## Описание
Осы преимущественно жёлтого цвета. От близких родов ос отличается следующими признаками: метанотум не закруглён, поперечно угловат; задний край зубчатый; верх проподеума с килями. Задняя граница тергита I полупрозрачная. Метанотум без боковых зубцов. Тегулы сужаются кзади, достигая заднего конца паратегул. Пронотум шире длины в дорсальном виде; тергит I длиннее ширины в дорсальном виде; задний конец тергита II с неглубокой впадиной. Тергит I более чем в 0,5 раза шире тергита II в дорсальном виде. Средние голени с одной шпорой. Переднее крыло с первой и второй возвратными жилками, исходящими в субмаргинальной ячейке II.

## Классификация
В мировой фауне известно около 10 видов и более 30 подвидов. Афротропика (5 видов) и Палеарктика.
- Xanthodynerus castrorum (Blüthgen, 1954)
- Xanthodynerus caucasicus (Giordani Soika, 1960)
- Xanthodynerus dentipes (Kostylev, 1940)
- Xanthodynerus jordanicus Gusenleitner, 1990
- Xanthodynerus octavus (Giordani Soika, 1943)
- Xanthodynerus pilosus Gusenleitner, 1990
- Xanthodynerus splendens (Giordani Soika, 1957)
- Xanthodynerus trichopygus (Blüthgen, 1954)
- Xanthodynerus tripunctata Giordani Soika, 1989